# Сольнок
Со́льнок (угор. Szolnok) — місто в Угорщині, адміністративний центр медьє Яс-Надькун-Сольнок.
Розташований на відстані 100 кілометрів від Будапешту на узбережжі річки Тиса.

## Населення
Станом на перше січня 2007 року в місті нараховувалось 72 953 мешканці. Під час перепису населення 4,6 % мешканців віднесли себе до національних меншин, це близько 3 351 особи, більшість з них німці, роми і росіяни. Найбільша чисельність населення була зафіксована в 1990 році і складала 78 328 осіб. Надалі кількість мешканців постійно знижується і на 2019 рік зафіксовано 70 447 осіб.
Більшість опитаних людей, під час перепису в 2011 році, назвалися католиками.

### Етнічний склад
В 2001 році в місті мешкало 77 631 людина, з них було опитано 75 287. За результатами перепису: 73685 — угорці, 957 — роми, 211 — німці, 80 — румуни, 67 — греки.
| Основні національності | Основні національності |
| національність         | кількість осіб (2011)  |
| ---------------------- | ---------------------- |
| роми                   | 1591                   |
| німці                  | 390                    |
| росіяни                | 186                    |
| румуни                 | 145                    |
| українці               | 64                     |

## Історичні пам'ятки

Реформатська церква

Євангельська церква

- Реформатська церква

- Євангельська церква